# Ежихинское сельское поселение
Ежихинское сельское поселение — муниципальное образование в составе Котельничского района Кировской области России.
Административный центр — станция Ежиха.

## История
Ежихинское сельское поселение образовано 1 января 2006 года согласно Закону Кировской области от 07.12.2004 № 284-ЗО.

## Население
| 2010 | 2012 | 2013 | 2014 | 2015 | 2016 | 2017 |
| ---- | ---- | ---- | ---- | ---- | ---- | ---- |
| 612  | ↘605 | ↘581 | ↘547 | ↘517 | ↘479 | ↘454 |
| 2018 | 2019 | 2020 | 2021 |      |      |      |
| ↘429 | ↘391 | ↘364 | ↘311 |      |      |      |

## Населенные пункты
На территории поселения находится 5 населённых пунктов (население, 2010):
- станция Ежиха — 508 чел.;
- деревня Бережане — 0 чел.;
- деревня Еныки — 11 чел.;
- деревня Катни — 0 чел.;
- посёлок Сюзюм — 93 чел.